# Befandriana-Avaratra
Befandriana-Avaratra – miasto na Madagaskarze, w regionie Sofia.